# Seguros Bolivar Open Bogotá 2005
Il Seguros Bolivar Open Bogotá 2005 è stato un torneo di tennis facente parte della categoria ATP Challenger Series nell'ambito dell'ATP Challenger Series 2005. Il torneo si è giocato a Bogotà in Colombia dal 18 al 24 luglio 2005 su campi in terra rossa.

## Vincitori

### Singolare
Marcos Daniel ha battuto in finale  Jean-Julien Rojer con il punteggio di 6–4, 6–4

### Doppio
Brian Dabul /  Marcelo Melo hanno battuto in finale  Marcos Daniel /  Santiago González con il punteggio di 6–4, 6–4